# 제이 위타식
제럴드 앨펀스 "제이" 위타식, 주니어(Gerald Alphonse "Jay" Witasick, Jr., (/w[미지원 입력]ˈtɑːs[미지원 입력]k/, 1972년 8월 28일 ~ )는 전 프로 야구 선수로, 포지션은 투수였다. 메이저 리그 베이스볼에서 12시즌을 대부분 구원 투수로 뛰었다.